# 宮尾龍蔵
宮尾 龍蔵（みやお りゅうぞう、1964年7月3日 -）は、日本の経済学者。 東京大学大学院経済学研究科教授・神戸大学大学院経済学研究科教授・甲南大学経済学部教授を歴任。元日本銀行政策委員会審議委員。専攻は金融・マクロ実証分析。

## 略歴
- 大阪教育大学附属池田小学校、大阪教育大学附属池田中学校を経て、1983年 大阪教育大学附属高等学校池田校舎卒業。中学ではサッカー部と自然科学部天文班に所属し、高校ではバレーボール部の主将を務めた。
- 1987年 神戸大学経済学部卒業
- 1989年 神戸大学大学院経済学研究科博士課程前期課程修了 神戸大学経済経営研究所助手
- 1994年 米国ハーバード大学大学院修了（Ph.D. in Economics）
- 1995年 神戸大学経済経営研究所助教授
- 2003年 神戸大学経済経営研究所教授
- 2008年 神戸大学経済経営研究所所長
- 2010年3月 日本銀行政策委員会審議委員
- 2015年 東京大学大学院経済学研究科教授
- 2020年 神戸大学大学院経済学研究科教授
- 2025年 甲南大学経済学部教授[1]

## 日銀政策委員会審議委員として
2010年3月26日、日本銀行政策委員会審議委員に就任。
2013年4月4日、金融政策決定会合で「量的・質的金融緩和」の導入に賛成した。
2014年10月31日、金融政策決定会合で「量的・質的金融緩和」の拡大に賛成した。
2015年3月25日、任期満了により日本銀行政策委員会審議委員を退任。

## 単著
- 『コアテキスト　マクロ経済学』　（新世社）
- 『マクロ金融政策の時系列分析－政策効果の理論と実証』（日本経済新聞社）
- 『非伝統的金融政策 -- 政策当事者としての視点』（有斐閣）

## 共著
- 『通貨危機と資本逃避－アジア通貨危機の再検討』（東洋経済新報社）

## 受賞
- 第49回日経・経済図書文化賞：『マクロ金融政策の時系列分析－政策効果の理論と実証』 宮尾龍蔵著（日本経済新聞社、2006年）